# Desafío Español 2007
Desafío Español 2007 è un team velico spagnolo partecipante alla 32esima America's Cup che si è svolta a Valencia a giugno 2007. Il suo proprietario è Agustín Zulueta.

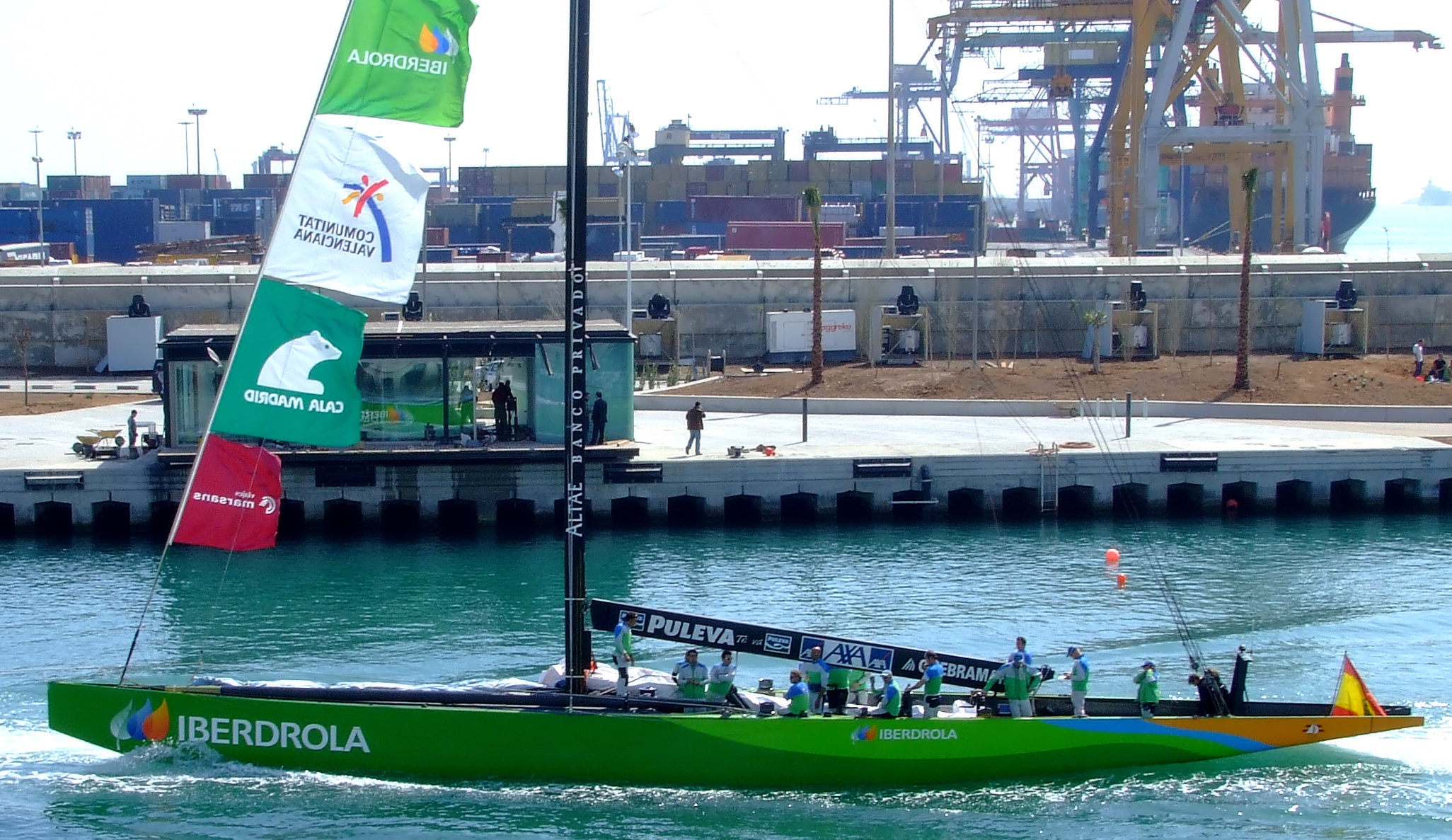
Desafío Español esce dal porto

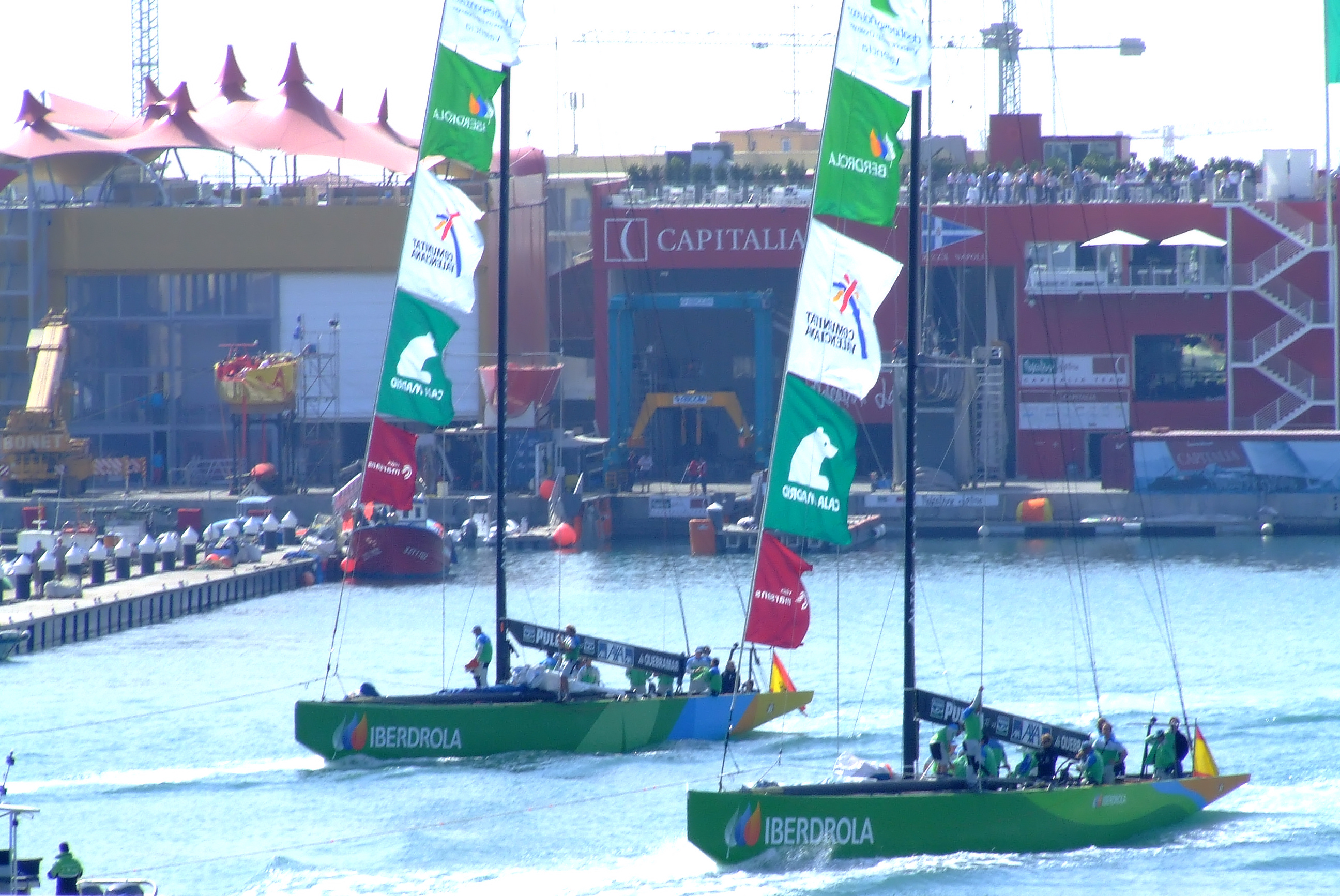
2 versioni di Desafío Español escono dal porto